# Gobioninae
A Gobioninae a sugarasúszójú halak (Actinopterygii) osztályának pontyalakúak (Cypriniformes) rendjébe, ezen belül a pontyfélék (Cyprinidae) családjába tartozó alcsalád.

## Rendszerezés
Az alcsaládba az alábbi 25 halnem tartozik:
- Gobio Cuvier, 1816
- Abbottina (Jordan & Fowler, 1903)
- Acanthogobio (Herzenstein, 1892)
- Belligobio (Jordan & Hubbs, 1925)
- Biwia (Jordan & Fowler, 1903)
- Coreius (Jordan & Starks, 1905)
- Gnathopogon (Bleeker, 1860)
- Gobiobotia (Kreyenberg, 1911)
- Hemibarbus (Bleeker, 1860)
- Huigobio (Fang, 1938)
- Mesogobio (Banarescu & Nalbant, 1973)
- Microphysogobio (Mori, 1934)
- Paraleucogobio (Berg, 1907)
- Platysmacheilus (Lu, Luo & Chen, 1977)
- Pseudogobio (Bleeker, 1860)
- Pseudorasbora Bleeker, 1860
- Pungtungia (Herzenstein, 1892)
- Rhinogobio (Bleeker, 1870)
- Discogobio (Lin, 1931)
- Romanogobio (Banarescu, 1961)
- Rostrogobio (Taranetz, 1937)
- Sarcocheilichthys (Bleeker, 1860)
- Saurogobio (Bleeker, 1870)
- Squalidus (Dybowski, 1872)
- Xenophysogobio (Chen & Tsao, 1977)